# Kedungjati (Warureja)
Kedungjati is een bestuurslaag in het regentschap Tegal van de provincie Midden-Java, Indonesië. Kedungjati telt 4864 inwoners (volkstelling 2010).